# AO Canum Venaticorum
AO Canum Venaticorum (AO CVn / 20 Canum Venaticorum / HD 115604 / HR 5017) es una estrella variable de la constelación de Canes Venatici, la cuarta más brillante de la misma. Aun teniendo magnitud aparente +4,72 no tiene denominación de Bayer. 
A 286 años luz de distancia del sistema solar, AO Canum Venaticorum es una gigante blanco-amarilla de tipo espectral F3III. Con una temperatura efectiva de 7046 K, es 88 veces más luminosa que el Sol. Tiene un radio 5,8 veces mayor que el radio solar. Su contenido de hierro es casi el doble que el del Sol. Con una masa de 2,5 masas solares, su edad se estima en 600 millones de años.
Sus parámetros físicos son similares a la estrella δ Scuti, aunque su luminosidad es mayor que la de ésta. También comparte su condición de variable pulsante con esta estrella, ya que AO Canum Venaticorum también es una variable Delta Scuti. La amplitud de su variación es muy pequeña —apenas 0,05 magnitudes—, estando clasificada como una variable Delta Scuti de baja amplitud. Aunque la mayor parte de las estrellas de este subtipo son estrellas de la secuencia principal y estrellas de cúmulos abiertos, AO Canum Venaticorum no reúne ninguna de las dos condiciones. Su período de oscilación es de solo 2,92 horas.